# Wetter (Ruhr)
Wetter (Ruhr) [ˈvɛtɛɐ̯]) – miasto w Niemczech, położone w kraju związkowym Nadrenia Północna-Westfalia, w rejencji Arnsberg, w powiecie Ennepe-Ruhr, nad rzeką Ruhrą. W 2010 roku liczyło 28 113 mieszkańców.

## Bibliografia

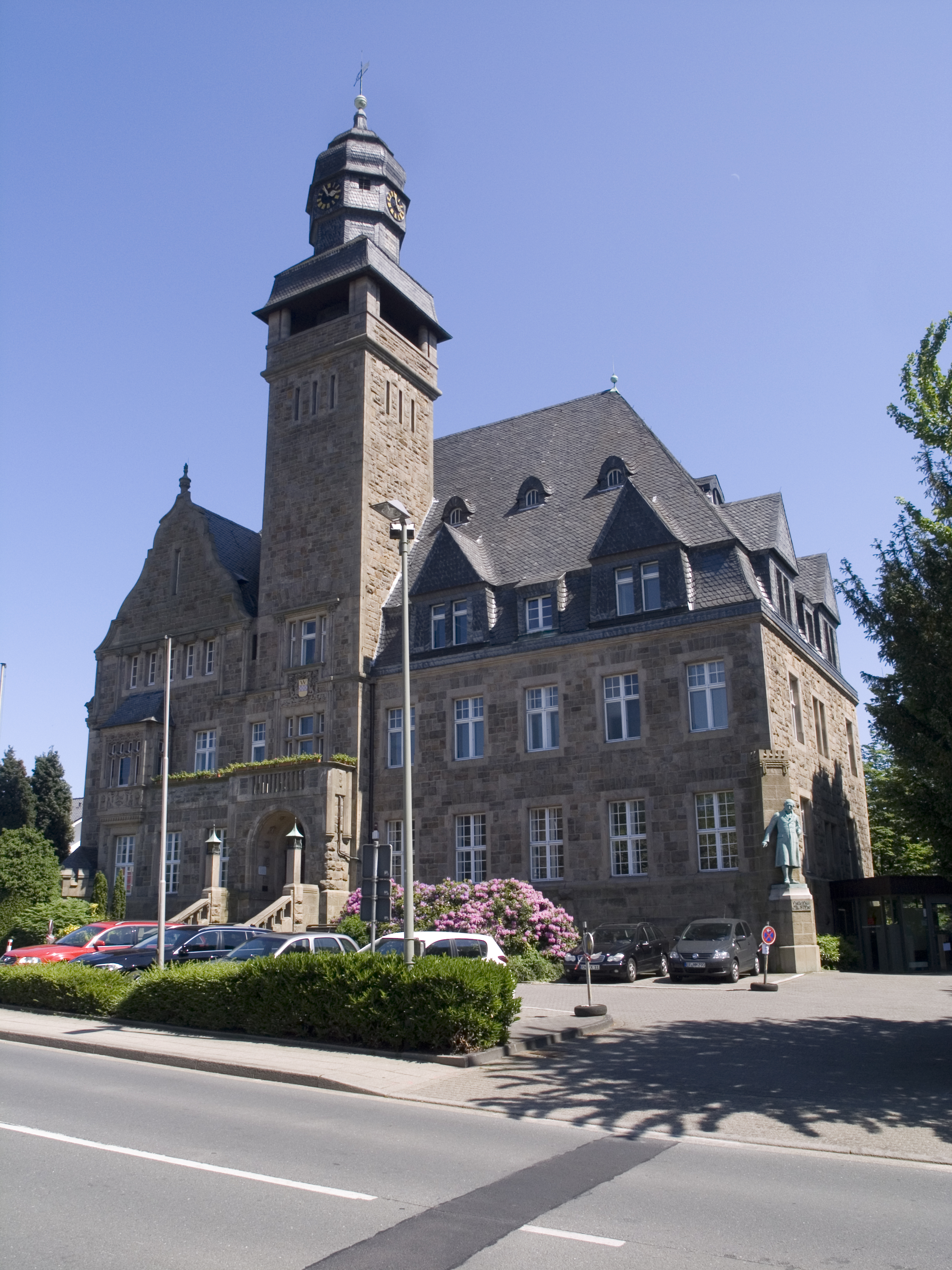
Ratusz

## Współpraca
Miejscowości partnerskie:
- South Elmsall, Anglia
- Stadtilm, Turyngia
- Turawa, Polska